# Gastronomía de El Salvador
La gastronomía de El Salvador se caracteriza por la fusión de tres grandes culturas, la indígena (Pipil, Maya y Lenca) y la española  con otras contribuciones de la gastronomía internacional. La gastronomía salvadoreña se elabora principalmente con ingredientes de procedencia local, especialmente maíz, frijol rojo, arroz, pollo, res, cerdo, mariscos, productos lácteos y muchas frutas, verduras como berenjena, chile, güisquil, pipián y hortalizas. Además, se incluyen algunos animales silvestres (como garrobo, iguana, cusuco); estas especies están categorizadas como en peligro crítico de extinción, categoría dada por la Unión Internacional para la Conservación de la Naturaleza.
Un factor de la gastronomía salvadoreña es una ubicación geográfica, en el territorio hay varias extensiones de tierra exclusivamente para la ganadería y agricultura, entre los principales productos alimenticios se encuentran: el café, el maíz, maricos, lácteos, frutas, carne de res, carne de pollo, trigo, huevos, arroz, y azúcar.
La elaboración de productos lácteos en El Salvador es muy importante, consumiendo alrededor de 175 litros de leche por persona al año, una de las más altas de América Latina. Existe una variada cantidad de estos productos  los cuales son utilizados en los diferentes platillos típicos de la gastronomía local, como las pupusas, riguas y dulces tradicionales
Los platos más representativos de El Salvador son: las pupusas, los tamales, sopa de pata conocida también como sopa de mondongo o sopa de puya, la yuca frita o salcochada con fritada o pescaditas, los elotes locos, la sopa de gallina, la sopa de frijoles, los pastelitos de carne o pollo, los panes con gallina, incluyendo por supuesto las bebidas como el atol de elote, atol de piñuela, atol shuco, la horchata, la cebada, los refrescos de ensalada, tamarindo, arrayan, jocote, carao, tiste, chan, siendo el café la más destacada a nivel internacional
El Salvador pertenece a la región geográfica y cultural de Mesoamérica, región que se caracteriza por tener al maíz, como el principal ingrediente de su gastronomía. El maíz se utiliza como base para la elaboración de una gran variedad de platillos como las pupusas. Con la llegada de los españoles, se mezclaron nuevos ingredientes dentro en la gastronomía salvadoreña, posteriormente llegarían al país inmigrantes principalmente árabes, y en menor medida del sur de Europa que también impactaron la gastronomía del país, principalmente con platillos relacionados con la berenjena.

## Historia
El Salvador estuvo habitada desde hace miles de años por diversos grupos indígenas pertenecientes al Área de Mesoamérica, cuyos usos gastronómicos son principalmente a través de vegetales como el maíz, los frijoles, las patatas, el cacao, las yucas y los ayotes. Luego, cuando el territorio fue ocupado por el Imperio español, los colonizadores ibéricos procedentes principalmente de Asturias y Galicia,[cita requerida] de los cuales trajeron alimentos como leche, crema, mantequilla, queso, arroz, trigo, caña de azúcar y nuevos animales; también alimentos agregados por el aporte de los árabes y africanos
Junto con el maíz, el frijol y el ayote (calabaza), eran las otras plantas originarias del Nuevo Mundo que constituían principalmente la alimentación de los nativos de algunas regiones de Centroamérica. Ellos, también consumían otros productos como  tubérculos, hierbas y frutas como zapote, nance, piñuela, pitahaya, variedad de chiles, epazote, verdolaga, chipilín, güisquil, camote, jícama, entre otros. A esta dieta, se sumaba la comida de origen animal que elaboraban con riquísimas carnes de chumpipe (guajolote, pavo), venado, ardilla, conejo, liebre, cusuco, cotuza, tepezcuinte, iguana, tórtola y codorniz, muchas de ellas ya desaparecidas. a los que los europeos agregarían ganado caballar, ovino y caprino, pollo, aceitunas, almendras, ciruelas y especias como el azafrán, que a su vez tiene orígenes árabes y se remonta a la Edad Media.
Posteriormente, se agregaron alimentos como el café, que se comenzó a exportar a inicios del siglo XIX. Este producto se convertiría en el más importante del país, para esa época comenzaron a entrar al país algunas personas provenientes principalmente del Oriente Medio, quienes también suponen un impacto para la cocina del país.[cita requerida]

## Ingredientes
El maíz es el ingrediente principal de la cocina típica salvadoreña, seguido por el trigo, tomate, chile, leche, queso, carne, pollo, cacao, pastas y frutas.
| Maíz        | Frijoles      | Papa     | Yuca     | Ayote        |
| Tomate      | Chayote       | Aguacate | Pejibaye | Palmito      |
| Chile Dulce | Chile Picante | Achiote  | Maní     | Vainilla     |
| Cacao       | Guayaba       | Jocotes  | Miel     | Caza y pesca |

| Arroz            | Trigo    | Café    | Caña de azúcar | Res y leche | Cerdo            |
| Banano y plátano | Naranjas | Limones | Cebolla        | Ajo         | Comino           |
| Culantro         | Apio     | Menta   | Hierbabuena    | Jengibre    | Gallina y huevos |
| Canela           | Pasta    | Cerveza | Pavo           | Piña        | Orégano          |

## Comidas típicas hechas a base de maíz y yuca
El ingrediente principal que el pueblo salvadoreño tiene es el maíz y gracias a esto se puede realizar diferentes tipos de comidas, el consumo del maíz en El Salvador es muy primordial, los indígenas que habitaban el territorio desde hace tiempos hicieron varios platos a base maíz y yuca. Hoy conocerás algunas de estas comidas:
- Tamales de elote.
- Tamales de pollo o cerdo.
- Tamales Pisques (tamal de frijoles negros).
- Ticucos son Tamales redondos de frijoles y queso envueltos en hojas de huerta, se les envuelve en hojas de tusas (hoja de maíz), secas.
- Atol shuco, bebida que se sirve usualmente en "huacal" de morro. Hecho a base de maíz negrito (también llamado morado) se deja unos días para que esté fermentado y luego llevarlo a un molino para molerlo y hacer después con eso el atol.
- Atol de maíz tostado.
- Atol de elote.
- Pasteles de picadillo (empanada de maíz con relleno de verduras, y también carne).
- El plato más notable de El Salvador es la pupusa, una harina gruesa hecha a mano de maíz o harina de arroz, tortilla rellena de queso, chicharrón (cerdo cocinado carne molida hasta obtener una consistencia de pasta), frijoles refritos, o loroco (un brote de flor de vid nativo de El Salvador ). También hay opciones vegetarianas, a menudo con ayote (un tipo de calabaza), o el ajo. Algunos restaurantes incluso ofrecen aventureros pupusas rellenas de camarones o las espinacas.
- Las riguas son tortas de maíz tierno (elote) fritas con frijoles y en algunos casos queso, las cuales son envueltas en hoja de plátano elote.
- Las Empanadas de Plátano, estas son hechas a base una pasta de plátano maduro cocido  luego se rellena de frijol refrito molido y otras que se rellenan de leche cocida con fécula de maíz y canela.
- Las Enchiladas, estas son tortillas delgadas de maíz y se hacen fritas, sus ingredientes son masa de maíz, achiote, toque de sal, toque de bicarbonato para que queden crujientes.
- Pacaya, flores de palma empanado en harina de maíz, frito y servido con salsa de tomate.
- Yuca frita, en Metapán la comen con repollo (el curtido).
- Pollo guisado con verduras
- Rellenos de pescado (pescado salado envuelto en huevo batido con salsa de tomate ligera y garbanzos, también en la zona oriental del país se envuelve en masa de maíz)
- Sopa de gallina india (gallinas criadas libres)
- Quesadilla es un bizcocho dulce/salado a base de natilla queso tradicionalmente con harina de arroz o maíz aunque también se puede usar harina de trigo.
- Semita es una torta leudada de trigo con dos cubiertas de una mezcla crujiente de harina integral (afrecho) en el medio se usa dulce de panela (jugo de caña de azúcar cocinado) que al hornearse se derrite convirtiéndose en miel. (también puede usarse jalea de piña o una mezcla de ambas)
- Peperechas muy parecida a la anterior, sin el bizcocho esponjoso del medio, es crujiente, y rellena de dulce de panela y se reboza en azúcar coloreada de rojo.
- Los nuégados, son unas tortitas a base de Yuca que se acompaña con una miel negra hecha de dulce de atado.

Estas son algunas de las comidas típicas que se disfrutan en El Salvador, existe un grupo de ellas a las que se les llaman "antojitos" los cuales se comen normalmente a media tarde junto con el tradicional café de la tarde.

## Sopas y Cremas
Las sopas se consumen mucho en El Salvador, generalmente llevan diversos ingredientes, como lo son carne, lácteos y varias verduras de la gastronomía salvadoreña
- La Sopa de Res una sopa hecha de muslo de carne, hueso de res con carne, zanahoria, plátano, maíz, papas, calabazas y más ingredientes. En su segundo viaje a América, Cristobal Colón, introdujo el ganado bovino[11] y con este las recetas de judíos convertidos al cristianismo. Este plato en específico tiene sus raíces en la cocina sefardí la adafina. [12][13] [14]Con el tiempo la adafina se fue convirtiendo en la Sopa de Res salvadoreña.
- El Gallo en chicha es una sopa hecha con el gallo, maíz y dulce de tapa y a veces otras cosas. Este platillo tiene una fuerte conexión con el Coq au Vin, un plato propio de Francia.
- La Sopa de pata es una preparación culinaria típica de El Salvador. Su nombre se debe a uno de los ingredientes que proporciona el caldo, son las patas de vaca, así como los callos o tripas; a veces se le hecha jugo de limón y chile. Entre las verduras hay el güisquil, la judía verde, la yuca y a veces el maíz. Su origen como la mayoría de platos salvadoreños, que tienen raices españolas fuertes, este es la versión adaptada localmente de los callos a la madrileña.
- A pesar de no ser únicamente salvadoreña, la Sopa de pollo es un guiso de pollo con tomates, pimientos verdes, güisquil, zanahorias, papas, consomés y otros ingredientes.
- La Sopa de pescado es una sopa hecha de pescado o mariscos hecha con harina de maíz, tomate, pimiento verde, comino, achiote y otros ingredientes muy popular consumida para la fiesta cristiana de la Pascua.
- La Sopa de gallina india es una sopa hecha de gallina india, güisquiles, papas, zanahorias, pipianes, elotes, granos de arroz y otros ingredientes.
- Sopa de chipilín.
- Sopa a la marinera.
- Consomé de garrobo.
- Crema de langosta.
- Crema de camarones/sopa de camarones.
- Sopa de Siete Mares.

## Carnes
La Carne de Res es la carne más consumida en el país, seguidamente por la carne de pollo y de cerdo, También se comen gran diversidad de embutidos fabricados de forma tradicional con una o varias de las tres carnes más populares, como jamón, salami, mortadela, salchichón, salchichas y chorizo 
Generalmente, las carnes fuertes se comen en el almuerzo, el asado salvadoreño es el más típico.
- Carne guisada.
- Pollo Cordón.
- Dedos de pollo.
- Churrasco Salvadoreño.
- Chicharrón.
- Asado Salvadoreño.

## Mariscos
Los salvadoreños comen una gran variedad de pescados y mariscos. Cócteles y ceviches salvadoreños se hacen con almejas, ostras, pescado, camarón, caracol, pulpo, calamar, y un tipo de almejas conchas negro llamado por los lugareños y los cócteles y ceviches son preparados con un tipo de tomate y salsa de cebolla picada o una salsa oscura inglesa conocida como salsa Worcestershire y (salsa) ambos se rocía con el zumo de limón. Salvadoreños también comen cangrejos y langostas fritas o pescado frito con ajo y limón. Camarones también se comen asadas, al ajillo (significa que en el ajo), y en la mantequilla. También hay un tipo de sopa de mariscos llamado mariscada que contiene pescado, almejas, pulpo, calamar, camarón y cangrejo. La langosta rellena es un alimento muy consumido en El Salvador que contiene camarones, pescado, queso y salsa.
- Mariscada Salvadoreña
- Filete de pescado con camarones

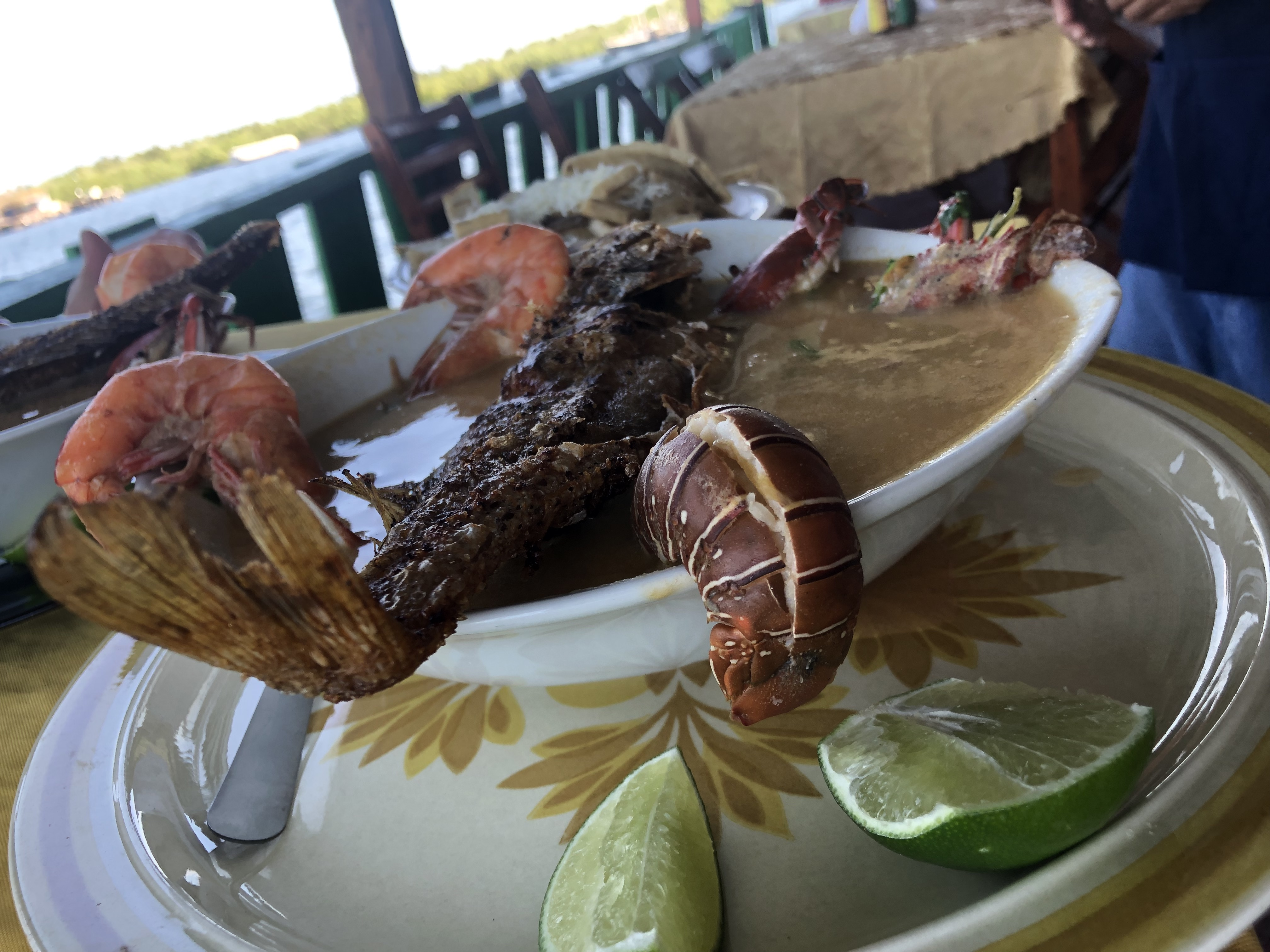
Sopa de diversos mariscos como Langosta, pescado, jaiba

- Ceviches: almejas, ostras, pescado, camarón, caracol, pulpo, calamar
- Langosta rellena de camarones
- Arroz con camarones
- Camarones al gratín
- Camarones empanizados
- Arroz a la marinera
- Filete Relleno

## Panadería
Desde la época prehispánica se elaboran en el territorio productos a base de maíz o yuca, destacándose especialmente la tortilla de maíz, en general en El Salvador el consumo de pan es elevado. la preparación de pan más famoso del país son los panes rellenos, que están elaborados con pan francés, pollo, verduras y caldo:
- Panes rellenos
- Pan con chumpe
- Empanadas
- Choripán
- Pan Francés

## Postres

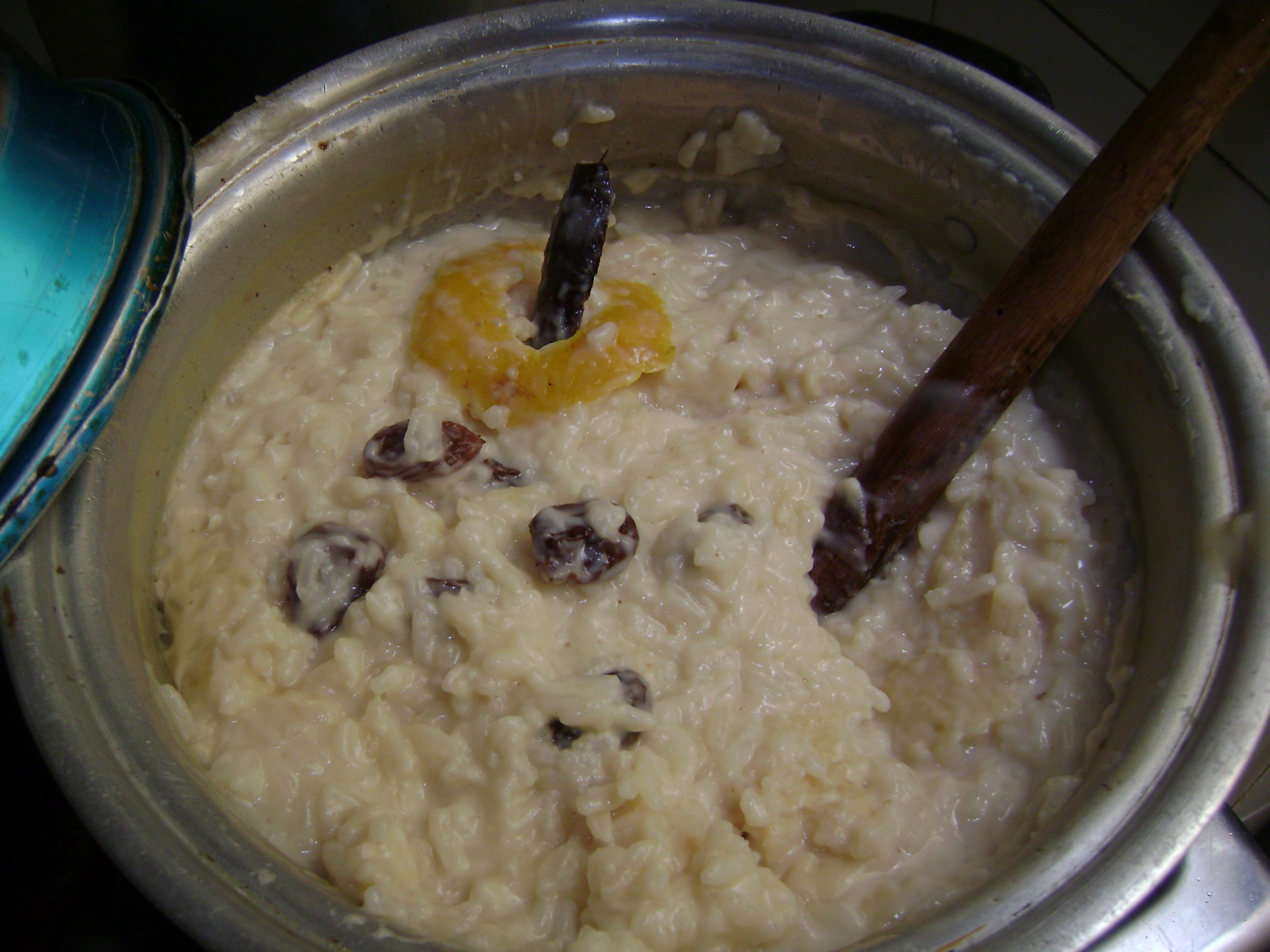
El arroz con leche es el postre típico de El Salvador por excelencia

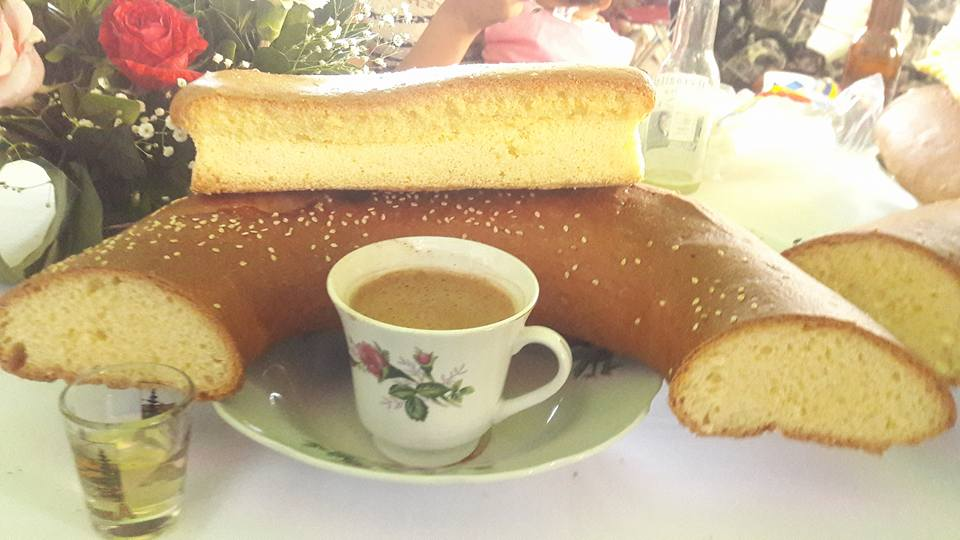
En el desayuno y en la tarde se consume el marquesote

Los postres salvadoreños incluyen pan dulce, semita, quesadilla al estilo salvadoreño, torta de yema, marquesote, salpores, leche poleada, arroz con leche, atol de elote, atol de piña, empanadas de plátano (empanadas de plátano), y muchos otros. El dulce de leche de El Salvador tiene una textura quebradiza suave, con una forma casi cristalizado. Las frutas son ampliamente consumidas, las que son más populares los mangos, cocos, papayas y plátanos. A veces les gusta la fruta con helado y canela por encima.
No se sabe con certeza la fecha ni quiénes fueron los primeros en elaborarlas, lo que sí es un hecho es que las melcochas son el dulce patrimonio que durante el siglo pasado fue la base económica de la villa de San Esteban Catarina, en San Vicente.
Las melcochas son unos coloridos dulces de textura gruesa y pegajosa, hechos con una mezcla de atado de dulce de panela, agua y jugo de limón. La melcocha es considerada el dulce más típico y representativo de El Salvador.
Según los ancianos del pueblo, las primeras melcochas eran grandes —del tamaño de un yagual— y cada vendedora andaba un “cuto” (especie de corvo sin punta) para cortar los trocitos que vendían a un cuartillo, cinco centavos o un real (12 centavos), dependiendo del tamaño.
En ese tiempo estos dulces eran color café, sin los tonos multicolores que hoy los caracterizan. La idea de ponerles color para hacerlos más llamativos fue de don José Otoniel Palacios, un Estebano que agregó a la mezcla tradicional esencias de sabores y colores.
Así, es la creatividad de los artesanos ha venido agregando nuevos ingredientes a las melcochas originales, tales como vainilla, cacahuate, canela y ajonjolí, que le dan un sabor delicioso a este dulce.
El Tres Leches es uno de los postres más consumidos, y también los alfajores al estilo salvadoreño

## Lácteos

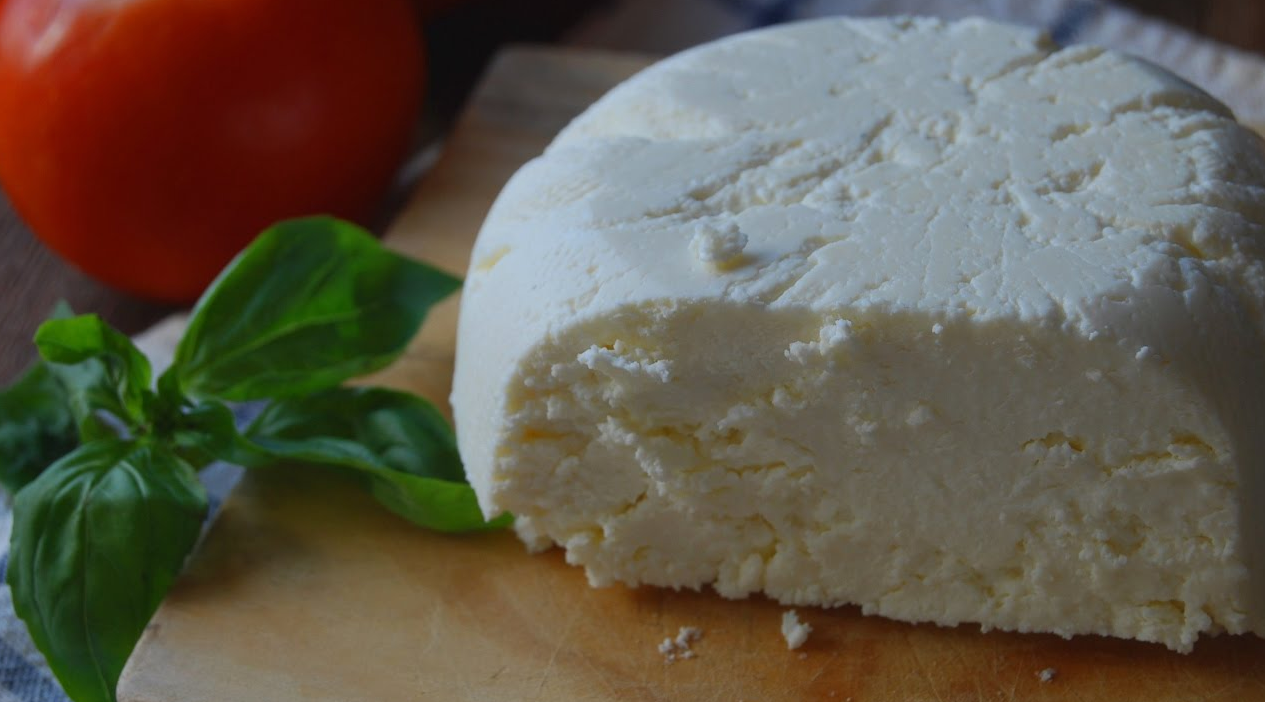
Queso fresco salvadoreño, popularmente llamado Cuajada

El Salvador se consumen unos 175 litros de leche por persona, de las cuales se preparan varios alimentos a base de leche

### Quesos
- Mantequilla:

Grasa láctea comestible, color amarillento y sabor suave; se consume cruda untada en pan y también se emplea en la elaboración de platos o cocción de alimentos.
- Requesón:

Queso obtenido de un segundo procesamiento del suero lácteo producido como derivado en la elaboración de quesos de pasta blanda, de color blanco, sabor suave y textura blanda y granulosa.
- Crema pura:

Crema natural que no ha pasado por ningún proceso artificial que elimine elementos grasos.
- Queso poroso:

Queso de sabor fuerte y salado, de textura porosa y seca, su característica especial que se puede desmoronar sobre cualquier platillo para añadirle su sabor.
- Queso fresco:

El queso fresco o queso blanco es un tipo de queso blando, es decir, retiene gran parte del suero y no tiene proceso de maduración o refinado.
- Quesillo:

Queso obtenido mediante un proceso de elaboración conocido como "filado" o hilado que es el responsable de otorgarle al producto sus características particulares y distintivas.
- Queso majado con chile:

Queso de sabor fuerte y salado, de textura porosa y seca, con sabor a chile picante.
- Queso duro viejo:

Es un queso duro de sabor fuerte, el cual es madurado por 8 días, lo cual le da el intenso olor y sabor.
- Queso duro blando

Queso duro de textura y sabor suave, salado y agradable.
- Queso cápita:

Su proceso se logra separando y colocando capa por capa, lo cual le da la característica de estirarse y formar hilos al calentarlo.
- Queso cremado:

Queso fresco de textura suave y cremosa, sabor ligeramente ácido, ideal para acompañar platillos familiares.

## Otras comidas típicas
- Salpicón de Res El salpicón es una ensalada refrescante que es grande como un complemento para tostadas o envueltos en tortillas de maíz frescas. Es especialmente fácil de hacer en grandes cantidades para fiestas y reuniones familiares.
- Casamiento Frijoles rojos o negros mezclado con arroz.
- Curtido Es un picado de col servido tradicionalmente con pupusas. Grandes jarras de curtido se mantienen en los restaurantes y los lados de la ensalada se sirve con la mayoría de las comidas. Curtido por lo general se deja fermentar un poco a temperatura ambiente antes de servir, convirtiéndose en una especie de col fermentada salvadoreña. Es un elemento de los llamados chéveres o hot dogs salvadoreños (en los cuales figura también el escabeche y en cuyo caso la salchicha se fríe en aceite).
- Salsa roja Una sencilla pero sabrosa salsa de tomate cocido salvadoreña, a menudo se sirve junto pupusas y curtido.
- Chirmol Salsa hecha de mezcla de tomate, cebolla, cilantro, limón y a veces chiles jalapeños picados.

## La alimentación básica del salvadoreño
Es variada, ya que un plato típico puede contener los siguientes componentes:
- Verduras o legumbres: frijoles y arroz, yuca, papa.
- Frijoles y arroz,
- Las carnes: aves y Pescado,
- Productos lácteos: queso, cuajada, queso duro y fresco.
- Frutas
- Tortillas

## Entremeses o antojitos de la tarde entre otros
- El chilate (acompañado de nuégados de maíz, yuca o huevo; plátano, ayote, camote en miel de panela o atado de dulce).
- Los jocotes y mangos en miel elaborados de atado de dulce o también llamado dulce de panela, pimienta gorda y canela.
- Nuégados de yuca acompañado de atol llamado chilate es una especie de bebida hecha por aria de maíz, raíz de jengibre y pimienta gorda.
- Empanadas de plátano con relleno de manjar blanco o frijoles refritos.
- También las torrejas preparadas con torta de yema, canela y azúcar.
- Todos estos antojitos, incluyendo las pupusas, son preparados todas las tardes para no perder sus costumbres, teniendo mayor auge en la temporada de Semana Santa.
- También existe la yuca frita o salcochada con repescas o merienda de cerdo. La poleada, que está hecha con huevos, leche y fécula de maíz, y el arroz con leche.
- Una taza de café acompañada de un pedazo de pan dulce, todo esto a las 4 de la tarde. Es tan arraigado este rito de las tardes que está siendo evaluado para ser un patrimonio cultural.
- Las Enchilada acompañada de carne molida con papas y curtido elaborada de maíz.
- Los pastelitos relleno de carne con papas elaborados de maíz.
- Los Enredos de yuca frita.
- Las tostadas de plátano verde.
- Las Delicias en dulce de atado, por ejemplo: el jocote, el mango, el camote, el ayote. Todo para deleitarse.
- Elotes locos: una mazorca de maíz entera y salcochada cubierta de mayonesa, mostaza, salsa negrita y kétchup. Se le espolvorea queso rayado y se le inserta un palo de madera por la parte de abajo de la mazorca para facilitar su agarre. Muy común en las fiestas patronales.

## Bebidas
Bebidas frías

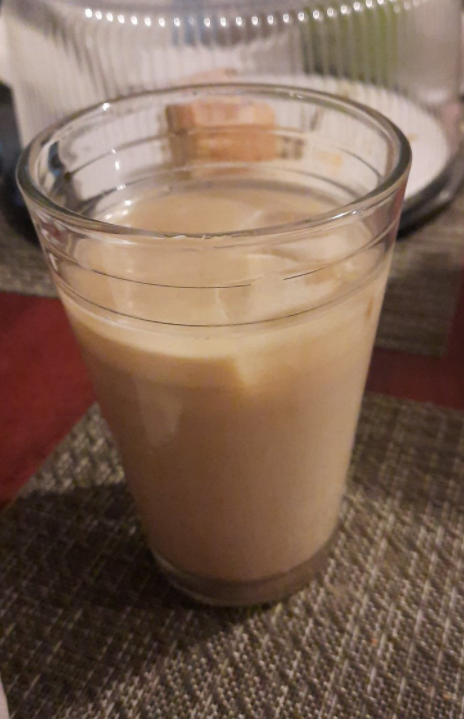
La Horchata es una de las bebidas más representativas de El Salvador. La bebida inició en el Imperio Romano,pero la versión que se extendió en El Salvador fue la Horchata Valenciana; que se adaptó facilmente al gusto local

Entre algunas bebidas frías se encuentran:
- Fresco de tamarindo
- Fresco de arrayán
- Fresco de chan
- Fresco de Jamaica
- Fresco de fresa
- Fresco de cebada
- La horchata de morro.
- Fresco de jocote
- Fresco de mango
- Fresco de horchata de coco
- Fresco de melón
- Fresco de guanaba
- Fresco de sandía
- Fresco de carao
- Fresco de mora
- Fresco de marañón
- Fresco de maracuyá
- Ensalada (jugo de piña con frutas picadas finamente, generalmente manzanas, marañón, mamey, y el berro)
- Arrayán
- Vinagre de piña

Bebidas calientes
- El chocolate hecho de semillas de cacao tostadas y molidas con azúcar, de la cual se hace una bebida caliente de chocolate y se acompaña de una sabrosa semita.
- El Café
- El atol de elote
- El atol de semilla de marañón
- El atol de piñuela
- El atol chuco o shuco
- El atol de maíz tostado
- El atol de banano
- El atol de maní

## Platos de comida para diferentes celebraciones
En El Salvador existen diferentes platos gastronómicos por festividad:

### Cumpleaños
En las fiestas tradicionales de El Salvador es común los panes rellenos con repollo y pollo y claramente este tiene su respectiva bebida en ciertas ocasiones se ofrece horchata, soda o café pero acá en nuestro país lo común en toda fiesta es la soda de sabor Pepsi o Coca Cola, esto dependerá del  organizador de la fiesta. 

### Fiesta de 15 años
Lo tradicional en esta celebración es el  pollo con arroz, coditos o ensalada fresca, la bebida dependerá del anfitrión y como postre es normal un Pastel o Torta y este se sirve con una taza de café. 

### Navidad
En El Salvador se acostumbra a degustar con toda la familia un buen pavo horneado con salsa criolla típica de la comida salvadoreña, también existen los tamales de pollo, cerdo y elote, pato con salsa criolla, panes rellenos, gallina rellena, costilla de cerdo agridulce, picadillo de pavo.
También se comen variedades de dulces, galletas y tortas como las alfajores, el tronco de Navidad, la rosca de reyes, el tres leches, las galletas navideñas, el marquesote, la quesadilla, también se comen frutas como uvas, manzanas, mandarinas, naranjas y de bebida es generalmente frescos, chocolate, vinos y gaseosas

### Semana Santa
Para la Semana Santa muchos salvadoreños católicos tienen por costumbre preparar frutas en miel. Jocotes, mangos y torrejas (pan envuelto en huevos batidos) en miel. También para Viernes Santo muchos hacen tortas de pescado. Tortas de pescado son pescado salado envuelto en masa con sazón al gusto, son fritas y después hechas en sopa con repollo, también pescado, arroz con pollo sopa de pescado en esta época la carne roja es nulamente comida en el país, por lo que en este periodo se suelen consumir pescados mariscos y pollo, también se hacen tamales de elote y pupusas

### Baby Shower
Acá se sirve un tipo de comida ligera que viene siendo un sándwich de pollo con una soda en lata y para finalizar se come un trozo de pastel  pero ¿por qué decimos que es una comida ligera? pues en este tipo de celebración la mayor parte de la fiesta, los invitados se encuentran realizando los juegos que sean planeado para saber un poco más al bebe.

## Tiempos de Comida
En la gastronomía de El Salvador, las comidas se distribuyen a lo largo del día en varios tiempos, los cuales incluyen tres comidas principales y dos meriendas. Cada uno de estos momentos tiene características propias, dependiendo de la región, las costumbres y la disponibilidad de los alimentos. A continuación, se describen los tiempos de comida más comunes:
- Desayuno (5:00 a 10:00 h): El desayuno salvadoreño es una comida robusta, que suele incluir plátano frito, frijoles, queso fresco, crema y, en ocasiones, pupusas o tamales. También es común el consumo de frutas, cereales, yogur, tortitas y pan dulce, todo acompañado con café o chocolate. El desayuno es un tiempo de comida importante, ya que proporciona la energía necesaria para el día.

- Merienda de la Mañana (aproximadamente entre 10:00 y 11:00 h): A esta hora, se consume una comida ligera, generalmente compuesta por pan, galletas y café. Otras opciones comunes incluyen granola con yogur, sándwiches o rapiditas (tortillas envueltas con jamón y queso). Es un tiempo de comida de descanso y recarga antes del almuerzo.

- Almuerzo (11:00 a 15:00 h): El almuerzo salvadoreño es la comida principal del día, por lo general se compone de un asado típico que incluye carne, pollo, chorizo, casamiento (arroz y frijoles), cuajada (queso fresco) y una bebida refrescante. También son comunes las sopas, cremas y pastas. Este es el tiempo de comida donde se reúnen las familias y se disfruta de los platillos más sustanciosos.

- Hora del café (15:00 a 16:00 h): Este tiempo de comida es una tradición muy arraigada en El Salvador. A las 4 de la tarde, muchos salvadoreños disfrutan de una taza de café acompañada de pan dulce o algún postre típico. Este momento es ideal para socializar, descansar y recargar energías para continuar con las actividades del día. La costumbre de la hora del café se ha mantenido viva durante generaciones y es considerada una pausa esencial en la rutina diaria de los salvadoreños.[22]

- Cena (18:00 a 22:00 h): La cena salvadoreña es más ligera que el almuerzo y se consume generalmente entre las 6 y las 10 de la noche. La comida es variada, y aunque suele ser similar al desayuno o al almuerzo, también se pueden incluir sopas, ensaladas y pequeños bocados. En algunas regiones, el menú de la cena se adapta a los gustos particulares de las familias o las costumbres locales.

## Turismo
El Salvador se ha convertido un destino gastronómico en el Mundo, siendo la Pupusa el plato más aclamado, el punto ha llegado a tal grado que los lugares en donde se vende este tipo de comida han llegado a muchas partes del mundo, además han llegado muchos restaurantes del todo el mundo que generan ingresos gracias a los turistas y salvadoreños, también es muy conocida Olocuilta, la ruta de las flores, el paseo del Carmen, los planes del Renderos, El Tazumal, Joya de Ceren, Cerró Verde, y Volcán de Izalco y otras ciudades por sus riquezas gastronómicas.